# 加拿大大西洋省份
加拿大大西洋省份（英語：或）是指加拿大在大西洋海岸的四個省：新斯科舍、紐賓士域、愛德華王子島和紐芬蘭與拉布拉多。而其中新斯科舍、紐賓士域和愛德華王子島又合稱為加拿大海洋省份（又译作加拿大滨海诸省或加拿大沿海诸省）。這四省是加拿大面積最小的，而海洋省份三省的總面積又比紐芬蘭與拉布拉多小。這四個省比加拿大其他省份較落後和貧困，但自然環境優美。經濟以漁業和旅遊業為主。四省內最大城市是哈利法克斯，也是加拿大唯一在大西洋的不凍港。近年在新斯科舍和紐芬蘭近岸發現豐富油田，因此區內石油業正在加速發展。
| 省名           | 省府         | 加盟日        |
| -------------- | ------------ | ------------- |
| 新斯科舍       | 哈利法克斯   | 1867年7月1日  |
| 新不伦瑞克     | 弗雷德里克顿 | 1867年7月1日  |
| 愛德華王子島省 | 夏洛特顿     | 1873年7月1日  |
|                | 聖約翰斯     | 1949年3月31日 |